# Сент-Полс
Сент-Полс (мальт. Il-Gżejjer ta' San Pawl — «Острова Святого Павла»), также известные как Селмунетт (мальт. Selmunett), — два острова, связанных мелким перешейком, находящиеся в бухте Св. Павла в Мальтийском архипелаге. Уже несколько десятилетий острова необитаемы, после того как последний фермер покинул своё небольшое жилище на одном из них. Общая площадь островов составляет 0,1 км².

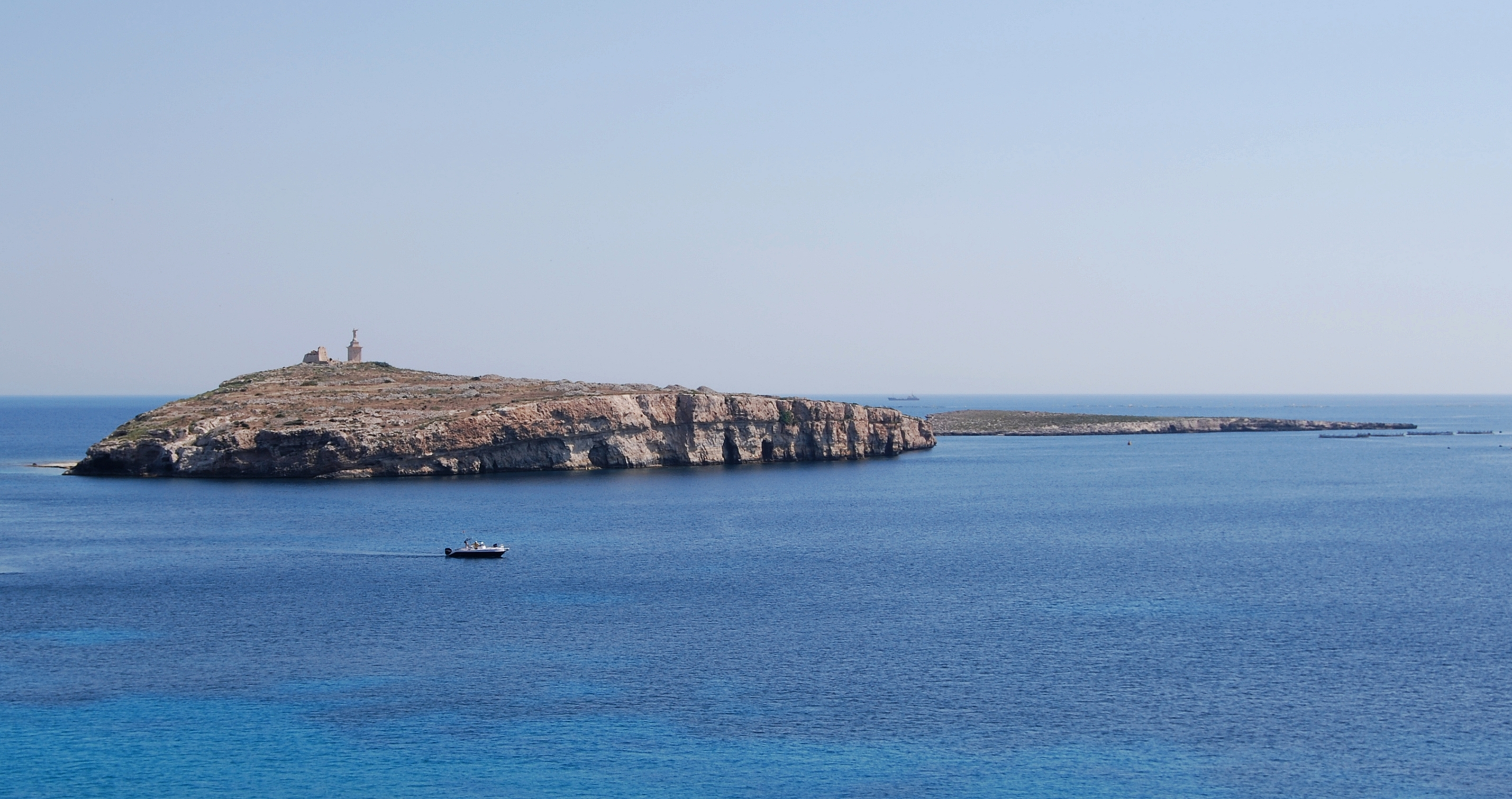
Острова Сент-Полс

Согласно Деяниям святых апостолов, в 60 году римский наместник в Иудее Антоний Феликс отправил апостола Павла в Рим на суд к кесарю. Павел, вместе с Лукой и Аристархом Македонянином, был посажен под охраной на торговый корабль, плывущий в Миры Ликийские. Там узников пересадили на другой корабль, следующий в Италию. Но во время этого плавания случилась буря, из-за которой их в течение двух недель носило по морю. По окончании этого времени они пристали к острову Мелит, который современные исследователи и отождествляют с островами Сент-Полс.